# Tamara Poliakova
Tamara Eduárdovna Poliakova –en ruso, Тамара Эдуардовна Полякова– (Chernovtsi, 27 de agosto de 1960) es una deportista soviética de origen ucraniano que compitió en ciclismo en las modalidades de pista y ruta.
En carretera obtuvo dos medallas de oro en el Campeonato Mundial de Ciclismo en Pista, en los años 1987 y 1989, ambas en la prueba de persecución individual.
Ganó una medalla de plata en el Campeonato Mundial de Ciclismo en Pista de 1981, en la prueba de persecución individual.

## Medallero internacional

### Ciclismo en pista
| Campeonato Mundial | Campeonato Mundial     | Campeonato Mundial | Campeonato Mundial     |
| Año                | Lugar                  | Medalla            | Competición            |
| ------------------ | ---------------------- | ------------------ | ---------------------- |
| 1981               | Brno ( Checoslovaquia) | Medalla de plata   | Persecución individual |

### Ciclismo en ruta
| Campeonato Mundial | Campeonato Mundial  | Campeonato Mundial | Campeonato Mundial       |
| Año                | Lugar               | Medalla            | Competición              |
| ------------------ | ------------------- | ------------------ | ------------------------ |
| 1987               | Villach ( Austria)  | Medalla de oro     | Contrarreloj por equipos |
| 1989               | Chambéry ( Francia) | Medalla de oro     | Contrarreloj por equipos |